# Моминжанов, Закиржан Ахмаджанович
Закиржан Ахмаджанович Моминжанов (каз. Зәкіржан Момынжанов, род. 29 января 1961, Сайрам, Казахская ССР, СССР) — казахский поэт, переводчик, театровед, член Союза писателей Казахстана.

## Биография
Родился 29 января 1961 года в Сайраме.
В 1978 году поступил на театральный факультет Ташкентского театрально-культурного института.
С июня 1985 года работал во Дворце цементников в Шымкенте, затем в редакции газеты «Знамя Дружбы» («Дустилик байроги», ныне «Жанубий Козогистон») и в отделе языков Южно-Казахстанской областной администрации. В настоящее время является директором Узбекского драматического театра Южно-Казахстанской областной администрации.
Автор книг стихов «Радуга весны», «Ирмоқлар туташганда», «Туёна», «Чимкент — ижод гул-шани». Публиковал стихи на казахском языке в сборниках «Мүшәйра-92», «Қанат қақты», «Тұран толқындары».
Занимался переводами с казахского и русского языков стихов, прозы и драматургии. Перевёл с казахского на узбекский стихи Мухтара Шаханова, рассказы Мархабата Байгута, литературоведческую книгу К. Ергобека и других. Выпустил более 20 книг на казахском, узбекском, турецком, азербайджанском и русском языках. Среди них: «Антология жизни, быта, истории и литературы Турков Ахыска», «Энциклопедия истории, религии и быта Турков Ахыска», «Монолог о родине», «Перекрёстные судьбы», «Юсуф Сарямий», «Туркестан — земля Турана», «Коган», «Тураннама» и другие.
С 2003 по 2013 год занимал должность директора областного Узбекского драматического театра.
Призер ряда литературных конкурсов.